# Stanisław Maria Załuski
 Stanisław Maria Załuski herbu Junosza (ur. 28 lutego 1838 w  Iwoniczu, zm. 21 grudnia 1904 we Florencji) – oficer.
Urodził się w rodzinie marszałka szlachty powiatu upickiego, jednego z przywódców powstania listopadowego na Litwie, odnowiciela uzdrowiska Iwonicz-Zdrój- Karola Załuskiego (1794–1845) i matki Amelii Załuskiej z książąt Ogińskich (1805–1858). Uczył się w Terezjańskiej Akademii Wojskowej w Wiedniu. Wziął udział w powstaniu styczniowym. Walczył pod Podlesiem 4 maja 1863 r., gdzie został ranny. Za waleczność mianowany porucznikiem na polu bitwy.
Miał czterech braci i cztery siostry; byli to:
- Michał Karol Załuski z Iwonicza h. Junosza 1827–1893
- Maria Eugenia Zofia hr. Załuska h. Junosza 1829–1910
- Emma Honorata Ida hr. Załuska 1831–1912
- Karol Bernard 1834–1919
- Ireneusz 1835–1868
- Iwo Leon Franciszek 1840–1881
- Ida Rozalia Aniela hr. Załuska h. Junosza 1841–1916
- Franciszka Joanna Amelia hr. Załuska h. Junosza 1843–1924